# エジプト空軍
エジプト空軍（エジプトくうぐん、阿: القوات الجوية المصرية）は、エジプト・アラブ共和国の空軍である。
なお、地対空ミサイル及び対空砲については、エジプト陸軍およびエジプト空軍とは別個に編成されたエジプト防空軍の管轄となっている。

## 装備
戦闘機
- F-16A/C  ×168
- MiG-29M ×38
- ラファールDM/EM ×24 30調達中
- ミラージュ2000EM  ×15
- ミラージュ5E2/SDE/SDR  ×75
- アルファジェット ×13

早期警戒機・電子戦機
- ビーチクラフト 1900 ×4
- E-2C  ×7

練習機
- F-16B/D ×50
- MiG-29M2 ×6
- ミラージュ2000BM ×4
- ミラージュ5SDD ×6
- アルファジェット  ×27
- エンブラエル EMB-312 ×54
- L-39 ×1
- K-8 ×119
- グロプ G 115 ×74

回転翼機
- AH-64D アパッチ・ロングボウ ×46

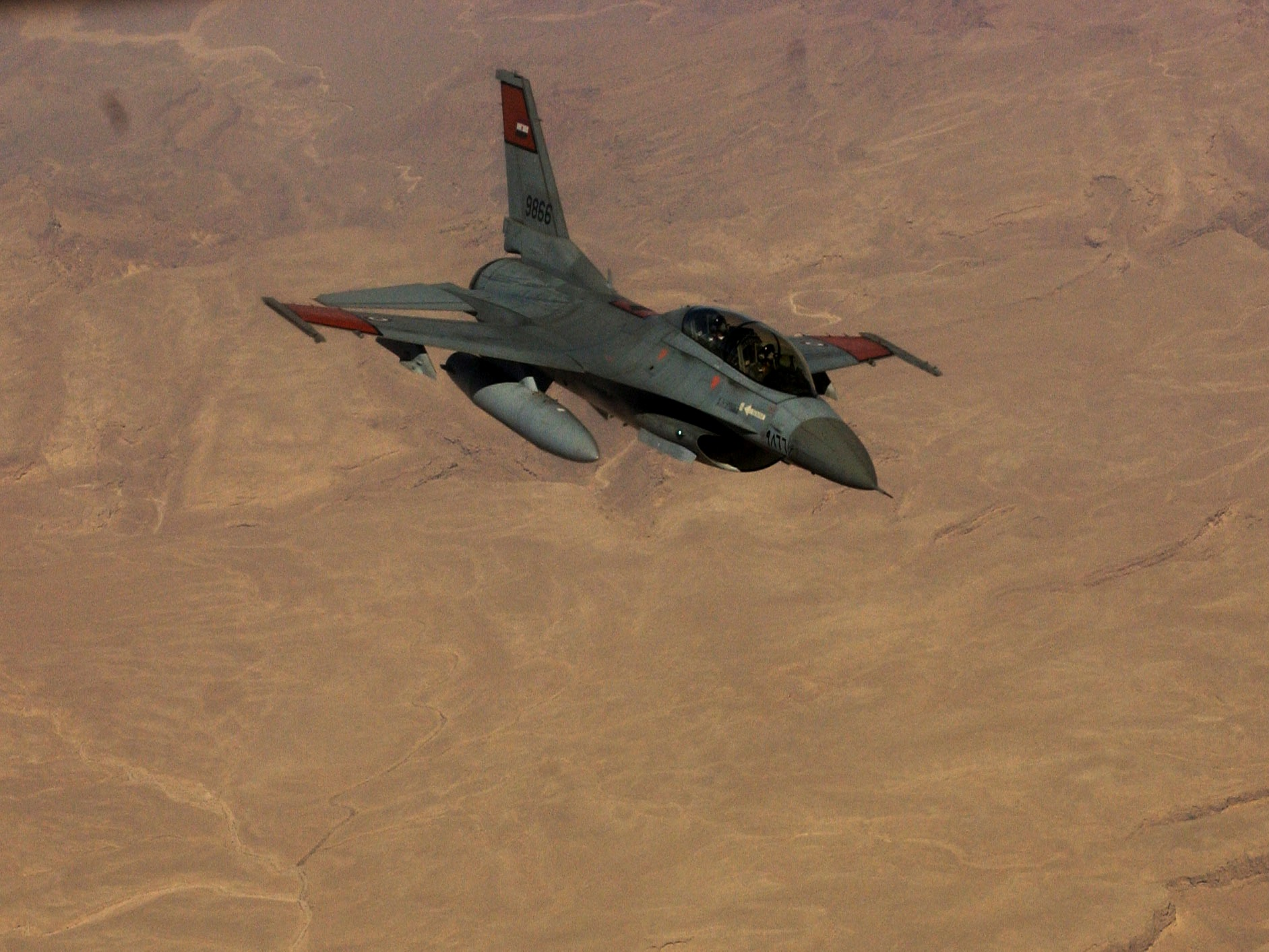
エジプト空軍のF-16

- アグスタウエストランド AW109  ×3
- アグスタウエストランド AW139 ×4
- アグスタウエストランド AW149（英語版）×18
- CH-47D/F  ×19
- AS350 ×3
- Ka-52  ×39
- Mi-8/17  ×62
- Mi-24  ×7
- UH-60 ブラックホーク  ×2
- SA 342 ×89
- SH-3 シーキング ×23
- SH-2G（英語版） ×10